# Manius Valerius Maximus Messalla
Manius Valerius Maximus Messalla war römischer Konsul im Jahr 263 v. Chr. und Zensor 252 v. Chr., während des Ersten Punischen Krieges.
In seinem Konsulat errang er zusammen mit seinem Kollegen Manius Otacilius Crassus einen glänzenden Sieg über die Karthager und Syrakuser. Die Ehre des Triumphzugs wurde allerdings ihm allein gewährt. Seine Hilfe für Messana verschaffte ihm das Cognomen Messalla, das in seiner Familie fast 800 Jahre geführt wurde. Um an seinen Sieg zu erinnern, ließ er ihn bildlich auf der Wand der Curia Hostilia  darstellen, das erste Beispiel eines historischen Freskos in Rom.
Im Jahre 252 v. Chr. war er zusammen mit Publius Sempronius Sophus Censor. Die Zensoren schlossen 16 Senatoren aus dem Senat aus und degradierten 400 Ritter wegen deren Ungehorsam während des Krieges auf Sizilien.
Darüber hinaus wird ihm nachgesagt, die erste Sonnenuhr aus Catania nach Rom gebracht zu haben, wo sie auf einer Säule auf dem Forum Romanum angebracht wurde.